# Le Bourg-Dun
Le Bourg-Dun är en kommun i departementet Seine-Maritime i regionen Normandie i norra Frankrike. Kommunen ligger i kantonen Offranville som tillhör arrondissementet Dieppe. År 2022 hade Le Bourg-Dun 426 invånare.

## Befolkningsutveckling
Antalet invånare i kommunen Le Bourg-Dun
| Referens: INSEE |